# Oost-Saksisch voetbalkampioenschap 1916/17
In 1916/17 werd het vijftiende voetbalkampioenschap van Oost-Saksen gespeeld, dat georganiseerd werd door de Midden-Duitse voetbalbond. Dresdner Fußballring werd kampioen en plaatste zich voor de Midden-Duitse eindronde. Daar bereikte de club de finale die ze verloren van Hallescher FC 1896. 

## 1. Klasse

### Groep A
| Plaats | Club                         | Wed. | W | G | V | Saldo | Ptn.  |
| ------ | ---------------------------- | ---- | - | - | - | ----- | ----- |
| 1.     | Dresdner FC Fußballring 1902 | 10   | 8 | 1 | 1 | 31:11 | 17:03 |
| 2.     | Dresdner SC                  | 10   | 8 | 1 | 1 | 25:13 | 17:03 |
| 3.     | VfR Habsburg Dresden         | 10   | 4 | 2 | 4 | 19:24 | 10:10 |
| 4.     | VfB 1903 Dresden             | 10   | 1 | 5 | 4 | 17:25 | 07:13 |
| 5.     | Dresdensia Dresden           | 10   | 2 | 1 | 7 | 14:18 | 05:15 |
| 6.     | BC Sportlust Dresden         | 10   | 1 | 2 | 7 | 09:24 | 04:16 |

|  | Geplaatst voor finale                                              |
|  | Play-off voor finale                                               |
|  | Terugtrekking voor seizoen, kwam ook volgend seizoen niet in actie |

Play-off
|              |                              |       |             |                             |
| 1 april 1917 | Dresdner FC Fußballring 1902 | 1 - 0 | Dresdner SC | Sportfreunde-Platz, Dresden |
| 1 april 1917 |                              |       |             | Sportfreunde-Platz, Dresden |

### Groep B
| Plaats | Club                    | Wed.           | W              | G              | V              | Saldo          | Ptn.           |
| ------ | ----------------------- | -------------- | -------------- | -------------- | -------------- | -------------- | -------------- |
| 1.     | VfR 1908 Dresden        | 8              | 6              | 1              | 1              | 26:09          | 13:03          |
| 2.     | Guts Muts Dresden       | 8              | 5              | 1              | 2              | 13:12          | 11:05          |
| 3.     | FC Brandenburg Dresden  | 8              | 5              | 1              | 2              | 30:23          | 11:05          |
| 4.     | SpVgg 1905 Dresden      | 8              | 2              | 1              | 5              | 09:20          | 05:11          |
| 5.     | FV Sachsen 1900 Dresden | 8              | 0              | 0              | 8              | 03:17          | 00:16          |
| 6.     | Dresdner FC von 1893    | Teruggetrokken | Teruggetrokken | Teruggetrokken | Teruggetrokken | Teruggetrokken | Teruggetrokken |

### Finale
|               |                              |       |                  |                    |
| 15 april 1917 | Dresdner FC Fußballring 1902 | 2 - 0 | VfR 1908 Dresden | VfB-Platz, Dresden |
| 15 april 1917 |                              |       |                  | VfB-Platz, Dresden |